# Armènia occidental

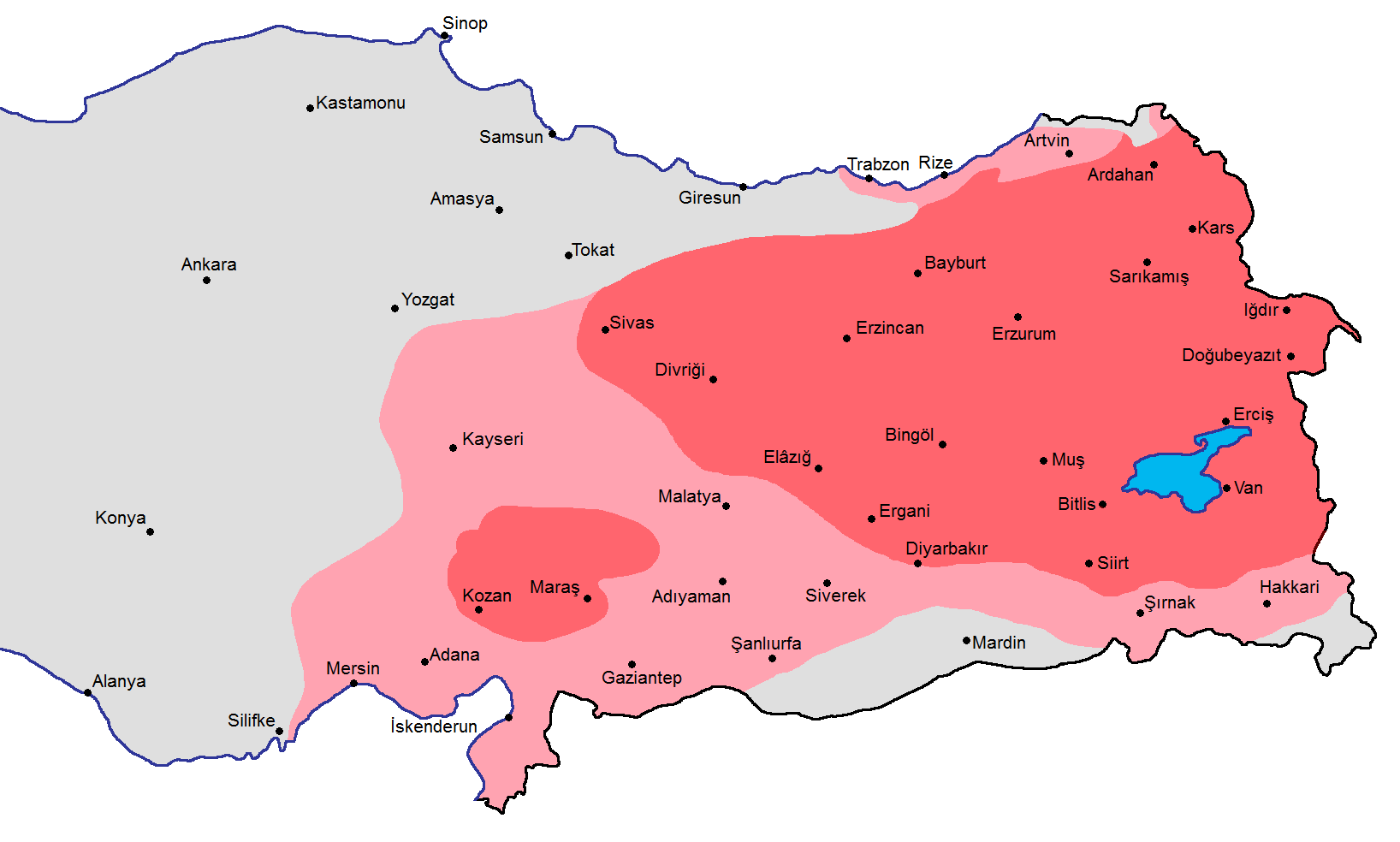
La distribució dels Armenis a principis del, unes dècades després de la seva conquesta pels otomans, dins de les fronteres actuals de Turquia:
Significativa presència armènia (major com més vermell)

L'Armènia occidental (en armeni occidental: Արեւմտեան Հայաստան, Arevmdian Hayasdan) és un terme utilitzat per referir-se a les parts orientals de Turquia (antic Imperi Otomà) que van formar part de la històrica pàtria dels armenis. L'Armènia occidental va sorgir arran de la divisió de la Gran Armènia entre l'Imperi Romà d'Orient (Armènia Occidental) i la Pèrsia Sassànida (Armènia Oriental) vers l'any 387/390.
La zona va ser conquerida pels otomans al segle xvi durant la guerra Guerra otomano-safàvida (1532-1555) que els turcs van lliurar contra els seus seculars enemics els iranians safàvides. Va canviar de mans en les lluites i el domini otomà no es va consolidar fins després de la Guerra otomano-safàvida (1623-1639). La zona llavors va ser conegut com a Armènia Turca o Armènia Otomana. Durant el segle xix, l'Imperi Rus va conquerir la part oriental d'Armènia a l'Iran, i també algunes parts de l'Armènia otomana, com Kars. La població de la regió armènia es va veure afectada greument durant l'es grans matances d'armenis a la dècada de 1890.
Els armenis que vivien a les seves terres ancestrals van ser exterminats o deportats durant el genocidi armeni de l'any 1915, i els anys següents. Els més de dos mil any de presència armènia a la zona gairebé es va acabar i el patrimoni cultural va ser en gran part destruït per l'aleshores govern otomà.
Només armenis assimilats (armenis convertits a l'islam i criats entre turcs o kurds) i cripto-armenis (armenis que viuen clandestinament com a tals, de religió cristiana armènia) viuen a la zona avui dia (estimacions d'entre 500.000 i 3.000.000), i alguns irredentistes armenis la reclamen com a part del històric Regne d'Armènia i com a part assignada pel tractat de Sevres. El més notable partit polític amb aquests punts de vista és la Federació Revolucionària Armènia.

## Etimologia

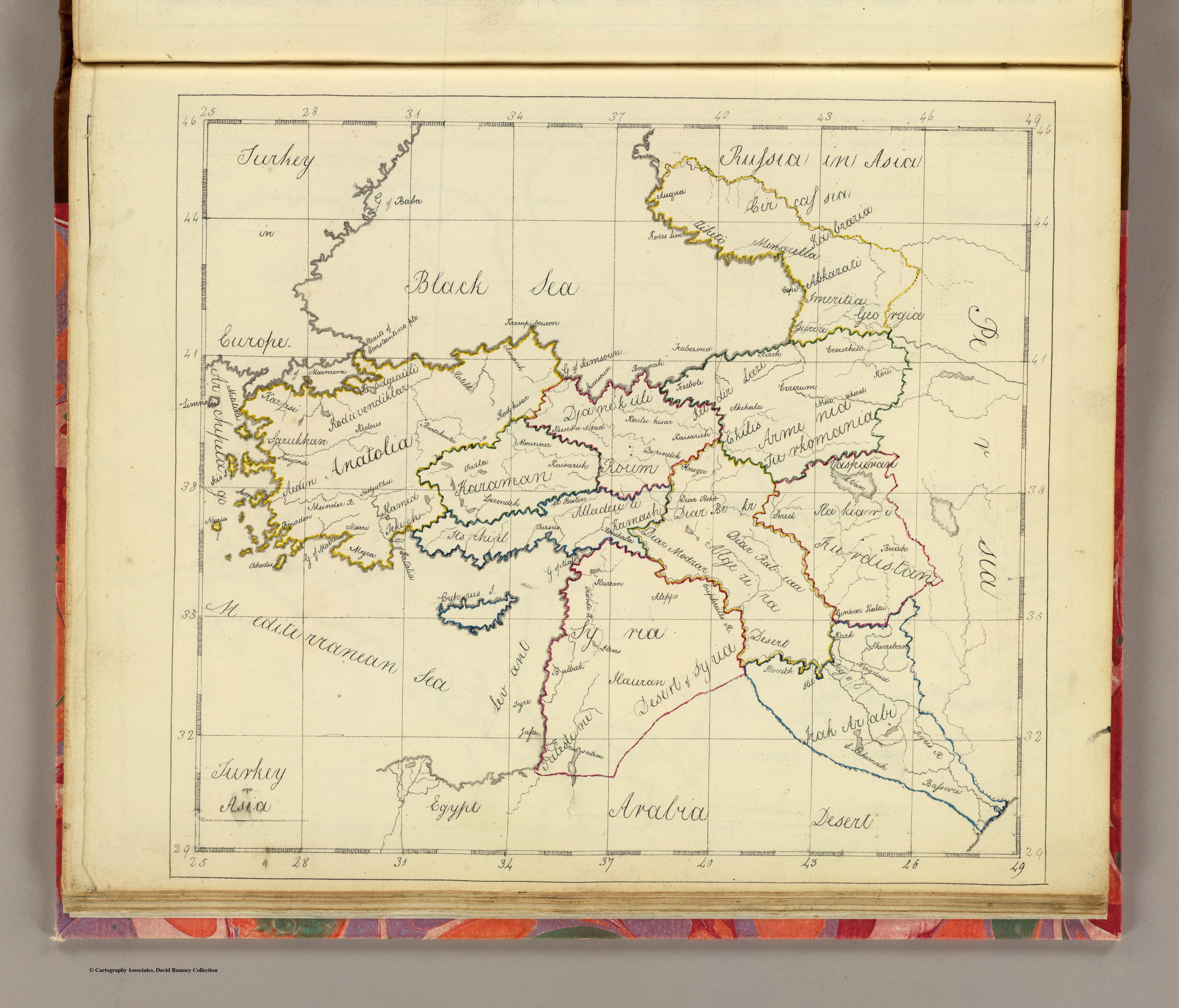
Armenia Turkomania el 1810, mapa

En armeni, hi ha diversos noms per a la regió. Avui en dia, el més comú és Arevmtyan Hayastan (Արևմտյան Հայաստան), en llengua armènia oriental, que és majoritària a Armènia, Rússia, Geòrgia i Iran) i Arevmdean Hayasdan (Արեւմտեան Հայաստան), en armeni occidental (parlat a la diàspora: EUA, França, Líban, Síria, l'Argentina, etc.). Els nom arcaics (utilitzats abans de la dècada de 1920) inclouen Tačkahayastan (Տաճկահայաստան) donat a l'est i Daǰkahayasdan donat a l'oest. També s'utilitzaren en el mateix període T'urk'ahayastan (Թուրքահայաստան) o T'rk'ahayastan (Թրքահայաստան), tots dos significant Armènia Turca.
En turc, la traducció literal de l' Armènia occidental és Batı Ermenistan, però la regió es coneix com a Doğu Anadolu (Est d'Anatòlia), una de les set regions geogràfiques de Turquia, tot i no ser part de la península d'Anatòlia.
Els kurds es refereixen a la regió o la major part d'ella com Bakurê Kurdistanê (Kurdistan del Nord).

## Història

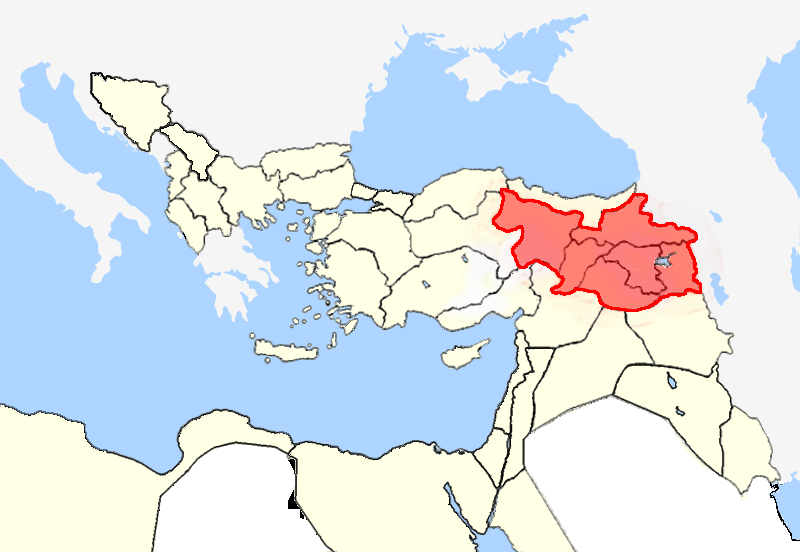
Els sis vilayets (províncies) armenis de l'Imperi Otomà van ser definits com a Armènia Occidental.

### Conquesta otomana
Després de la Guerra Otomano-Safàvida (1623-1639), l'oest d'Armènia es va convertir definitivament en part de l'Imperi Otomà. Des de la Guerra russoturca (1828-1829), el terme "Armènia Occidental" es va aplicar a les zones històricament de població armènia de l'Imperi Otomà que va quedar sota govern otomà després que la part oriental d'Armènia va ser cedida a l'Imperi Rus pels Qajars de Pèrsia després del resultat de la Guerra russopersa de 1804-1813 i Guerra russopersa de 1826-1828.
Armènia Occidental (Otomana) consistia en sis vilayets (vilâyat-ı sitte): Erzurum, Van, Bitlis, Diyarbekir, Kharput, i Sivas.
El destí de l'oest d'Armènia — comunament coneguda com "La qüestió armènia" és considerat un tema clau en la història moderna del poble armeni.

### La primera Guerra mundial i els anys posteriors

Genocidi armeni: mapa dels llocs de la massacre i de centres de deportació i extermini.

#### Genocidi armeni
Durant la decadència de l'Imperi Otomà, l'Armènia occidental es va mantenir sota govern turc imperial, i en 1894-96 i el 1915 l'Imperi Otomà va cometre massacres sistemàtiques i deportacions forçades d'armenis donant com a resultat el anomenat Genocidi armeni.
La deportació massiva i matances d'armenis va començar a la primavera de 1915. El 24 d'abril de 1915 intel·lectuals armenis i dirigents de la comunitat van ser deportats des de Constantinoble. Segons les fonts citades, sobre 1.500.000 armenis van morir durant el genocidi.

#### Campanya del Caucas

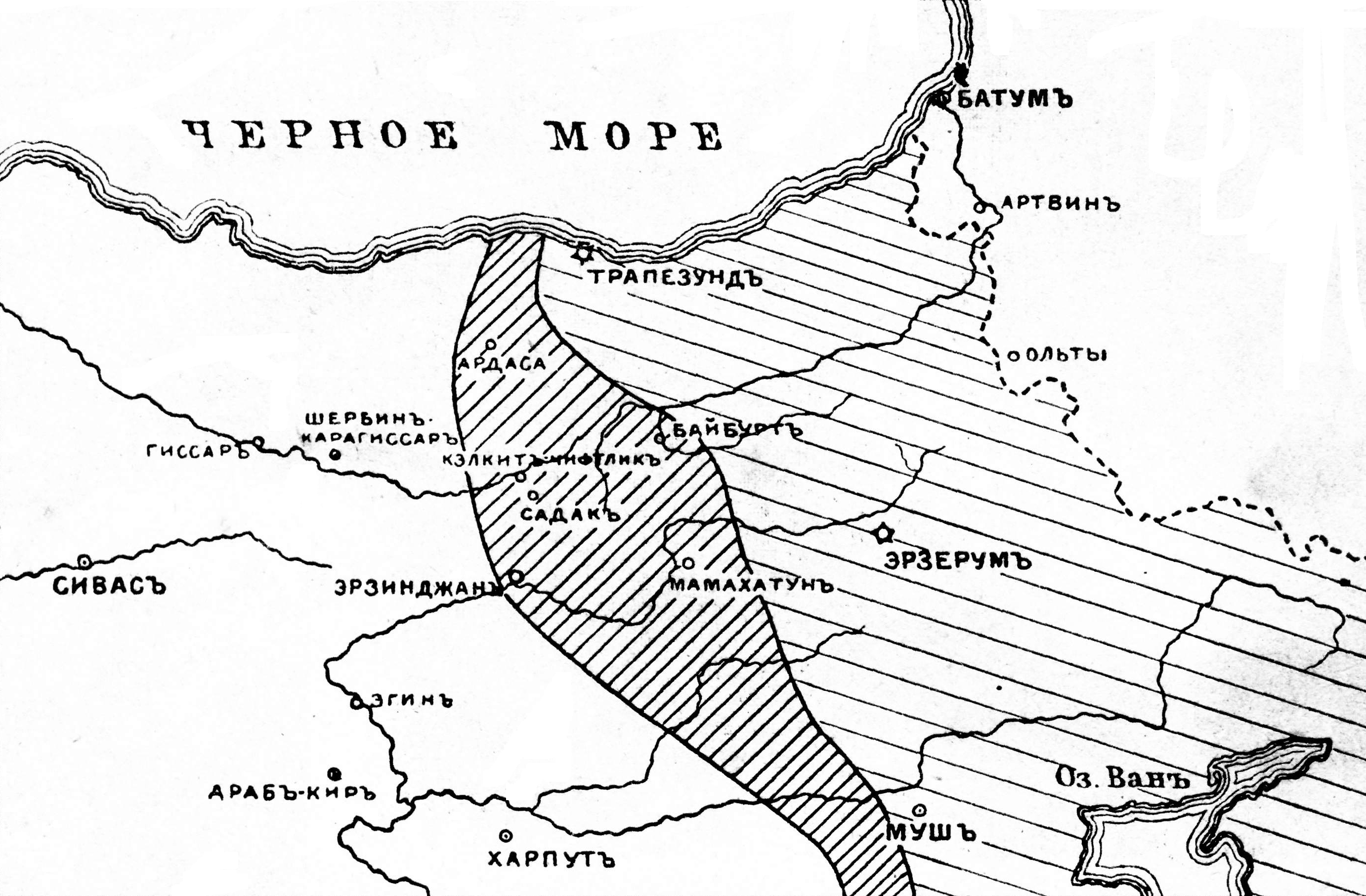
L'àrea d'ocupació russa de l'oest d'Armènia a l'estiu de 1916.

Durant la Campanya del Caucas de la primera Guerra Mundial, l'Imperi Rus va ocupar la major part de les regions de població armènia de l'Imperi Otomà. Un govern provincial temporal es va establir a les zones ocupades entre 1915 i 1918.
El caos provocat per la Revolució russa de 1917 va posar fi a totes les operacions militars russes i els soldats van començar a retirar-se. El primer i segon congressos dels armenis de l'oest van tenir lloc a Erevan en 1917 i 1919. El 1918 la Rússia Soviètica no solament va evacuar totes les zones ocupades sinó que va cedir Kars i Ardahan a l'Imperi Otomà. Quan l'Imperi Otomà fou substituït per la República Turca, va mantenir aquestes zones.

## Situació actual

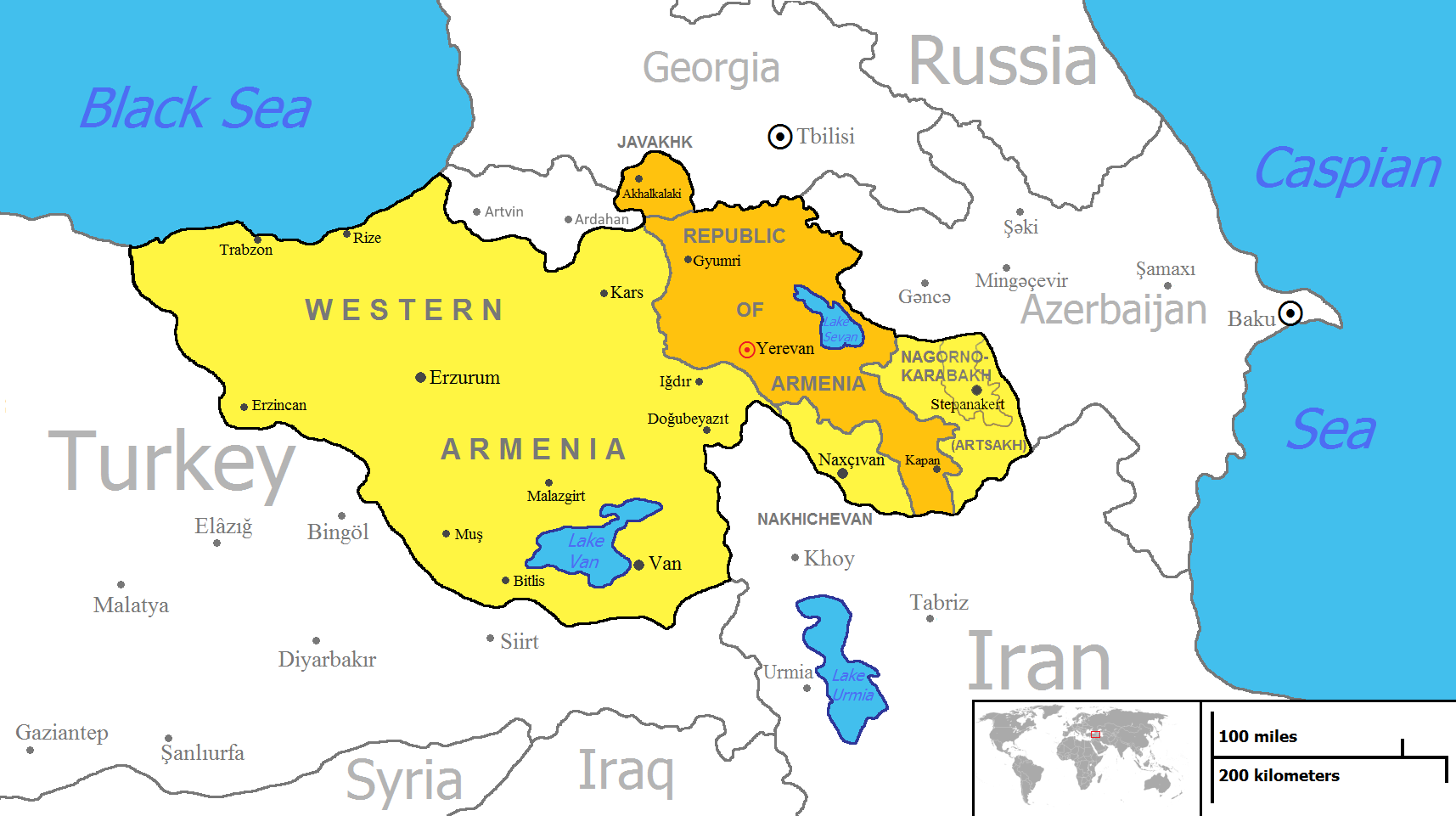
El concepte modern de l'Armènia Unida com és emprat per la FederacióRevolucionària Armènia (Dashnaktsutyun).

Actualment, la República d'Armènia no té cap reclamació territorial contra la República de Turquia, tot i que un partit polític, la Federació Revolucionària Armènia, el principal partit armeni a la diàspora i un partit rellevant dins Armènia, reclama l'àrea assignada a la República d'Armènia (1918-1920) pel lauda arbitral del president dels Estats Units Woodrow Wilson i reconeguda al Tractat de Sèvres de 1920, també coneguda com a Armènia Wilsoniana.
Des de l'any 2000, una comissió organitzadora del congrés dels hereus dels armenis occidentals que van sobreviure al genocidi armeni és activa en les comunitats de la diaspora.